# Pavel Snurnicyn
Pavel Sergeevič Snurnicyn (in russo Павел Сергеевич Снурницын?, traslitterazione anglosassone Pavel Sergeyevich Snurnitsyn; Jaroslavl', 10 gennaio 1992 – Jaroslavl', 7 settembre 2011) è stato un hockeista su ghiaccio russo, scomparso nell'incidente aereo che ha coinvolto la Lokomotiv Jaroslavl', squadra della Kontinental Hockey League.

## Incidente aereo
Il 7 settembre 2011 Snurnicyn perse la vita quando un Yakovlev Yak-42, che portava a bordo l'intera squadra e lo staff della Lokomotiv, si schiantò al suolo nei pressi di Jaroslavl'. Il volo era diretto a Minsk, dove era in programma l'incontro d'esordio della stagione 2011-12. Delle 45 persone a bordo dell'aereo solo un pilota sopravvisse all'incidente.